# Лучший жилец
«Лучший жилец» (англ. The Star Boarder, альтернативные названия — In Love with His Landlady / The Fatal Lantern / The Hash-House Hero / The Landlady’s Pet) — короткометражный немой фильм с участием Чарли Чаплина. Премьера состоялась 4 апреля 1914 года.

## Сюжет
Лучший жилец меблированных комнат откровенно флиртует с хозяйкой. Муж хозяйки хочет уличить их и постоянно следит за ними — на прогулке или теннисном матче. Наконец, маленькому сынишке хозяйки удается разоблачить их при помощи фотоаппарата. Используя волшебный фонарь, он показывает отснятый им компромат всем жильцам, которые собрались в салоне для просмотра слайдов. Начинается традиционная свалка.

## В ролях
- Чарли Чаплин — лучший жилец
- Минта Дёрфи — хозяйка меблированных комнат
- Эдгар Кеннеди — муж хозяйки
- Гордон Гриффит — сын хозяйки
- Элис Дэвенпорт — подруга хозяйки
- Филлис Аллен — жилица
- Джесс Денди — жилец